# Listová růžice

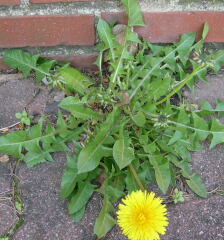
Listová růžice pampelišky lékařské (Taraxacum officinale)

Listová růžice je soubor přízemních, obvykle kruhově uspořádaných listů. Je typický zejména pro stvol, u nějž listová růžice představuje jediné pravé listy v rámci celé rostliny. Někdy však může mít listovou růžici i rostlina, jejíž stonek je považován za lodyhu. Například zvonek okrouhlolistý (Campanula rotundifolia) má lodyžní i přízemní listy, stejně tak zběhovec lesní, zběhovec trojklaný, zběhovec jehlancovitý aj.
Listová růžice některých rostlin se může zavírat. Například lomikámen Saxifraga paniculata díky této vlastnosti dokáže přežít sucho a horko panující na skalních substrátech v některých obdobích dne. Tím se plocha, z níž se vypařuje voda, může snížit až o 80 %.